# Ховми
Ховми́ — село у Ніжинському районі Чернігівської області України. До 2016 центр Ховмівської сільської ради. Населення — 639 осіб (2012 рік).

## Географія
Село розташоване на півночі району, за 20 км від районного центру — міста Борзна та за 17 км від залізничної станції Бондарівка. Висота над рівнем моря — 116 м.
У селі бере початок річка Береза, ліва притока Десни.

## Історія
Ховми згадуються в історичних джерелах з першої половини XVII сторіччя.
Під час революції 1905—1907 рр. в Ховмах відбувся збройний виступ селян проти жандармів і загону царських драгунів: 24 вересня 1906 на сходці селяни прийняли постанову не платити податків, не підкорятися владі, озброїтися і давати їм відсіч. У 1907 році жителі села брали участь у визволенні політичних в'язнів у Борзні. Після придушення заворушень 13 селян були заслані на каторгу.
360 ховмівчан брали участь у Другій світовій війні, 116 з них нагороджені орденами і медалями СРСР, 240 — загинули. В період німецької окупації гітлерівці заарештували 15 сільчан і спалили їх. Після реокупаціїя села в Ховмах певний час знаходився військовий шпиталь. На братській могилі 49 воїнів, померлих від ран у госпіталі, що знаходився в селі, встановлено пам'ятник. На честь воїнів-односельців, полеглих у боротьбі, споруджено обеліск Слави.
У повоєнний період в селі знаходилася центральна садиба колгоспу «Нова сім'я», за яким було закріплено 6710 гектарів сільськогосподарських угідь, у тому числі 1846 га орної землі. Господарство вирощувало зернові культури, картоплю, льон, займалося м'ясо-молочним тваринництвом.
У селі була дев'ятирічна школа, будинок культури, бібліотека, фельдшерсько-акушерський пункт, магазини, відділення зв'язку.
12 червня 2020 року, відповідно до розпорядження Кабінету Міністрів України № 730-р «Про визначення адміністративних центрів та затвердження територій територіальних громад Чернігівської області», село увійшло до складу Борзнянської міської громади.
19 липня 2020 року, в результаті адміністративно-територіальної реформи та ліквідації Борзнянського району, увійшло до складу Ніжинського району Чернігівської області.

## Населення

### Мова
Розподіл населення за рідною мовою за даними перепису 2001 року:
| Мова       | Кількість | Відсоток |
| ---------- | --------- | -------- |
| українська | 631       | 98.75%   |
| російська  | 8         | 1.25%    |
| Усього     | 639       | 100%     |

## Відомі люди
У Ховмах народився український живописець радянського періоду, народний художник УРСР, член-кореспондент Академії Мистецтв СРСР Костецький Володимир Миколайович (1905-1968).
Також у селі Ховми народився  академік РАН, з 1986 року по 2007 рік директор Інституту цитології і генетики СВ РАН Шумний Володимир Костянтинович.